# Convent de Santa Clara de Dubrovnik
El Convent de Santa Clara de Dubrovnik (o Convent de les Clarisses) és una edificació religiosa de la ciutat vella (Grad) de Dubrovnik (Croàcia) que fou construïda al segle xiii. Es troba a l'entrar a la dreta per la porta de Pile. Té enfront de la font d'Onofre, del segle xv. Té un magnífic pati interior. És el més famós dels 8 monestirs de dones de Dubrovnik.

## Història
El monestir va ser construït entre finals del segle xiii i principis del segle XIV. Per la reputació que tenia, va ser un dels monestirs de dones més importants de la República de Dubrovnik.
Els nobles serbis van enviar les seves filles a ser educades en aquest monestir, motiu pel qual l'emperador Dušan va atorgar a aquest lloc diversos regals.
L'any 1432 es va obrir un orfenat per a nens abandonats en una part del monestir. El centre tenia cura dels nens fins als sis anys, i després eren adoptats per les famílies. L'orfenat del monestir de Santa Clara va ser una de les primeres institucions d'aquest tipus al món. En el catastròfic terratrèmol de 1667, el monestir va quedar molt malmès. Va ser restaurat per les autoritats de la ciutat.
Quan Dubrovnik va ser conquerida pels soldats de Napoleó, les autoritats franceses van convertir el monestir en un estable i magatzem de municions. Després de la Segona Guerra Mundial, el monestir es va convertir en restaurant i cinema d'estiu.
El 2010 es va obrir un museu al monestir amb projeccions hologràfiques, dissenyat per Marin Anicic. A principis de la dècada del 2020 té múltiples finalitats.